# Рэдеску, Николае
Никола́е Рэде́ску (также используется транскрипция Радеску; рум. Nicolae Rădescu; 30 марта 1874, Кэлимэнешть — 16 мая 1953, Нью-Йорк) — румынский военный, политический и государственный деятель, последний премьер-министр Румынии докоммунистического периода. До Второй мировой войны возглавлял крайне правую партию «Крестовый поход Румынизма» (Cruciada Românismului) — группировки, отколовшейся от «Железной гвардии» К. Кодряну.

## Биография
В 1942 году, при диктатуре Антонеску, опубликовал критическую статью против вмешательства германского посла барона М. фон Киллингера во внутренние дела Румынии. Арестован и помещён в концлагерь Тыргу-Жиу. Освобождён 23 августа 1944 г. немедленно после смещения Антонеску и назначен начальником генштаба румынской армии.
Назначен премьер-министром 7 декабря 1944 г. Пытался проводить антикоммунистическую политику по образцу Греции. В конце февраля 1945 коммунисты организовали массовые манифестации с требованием его отставки. Неизвестные провокаторы открыли по толпе огонь, около 10 человек было убито. Под давлением СССР и румынской компартии он был вынужден уйти в отставку 1 марта 1945 года. Сменивший его на посту премьера Петру Гроза при поддержке СССР быстро решил трансильванскую проблему в пользу Румынии.
В 1946 году Рэдеску попросил политического убежища в британском посольстве, уехал в США, где сформировал антикоммунистическую группу румынских эмигрантов.
23 ноября 2000 г. останки Рэдеску торжественно перезахоронены в Бухаресте на кладбище Беллу.